# Lavernose-Lacasse
Lavernose-Lacasse – miejscowość i gmina we Francji, w regionie Oksytania, w departamencie Górna Garonna.
Według danych na rok 1990 gminę zamieszkiwało 1 517 osób, a gęstość zaludnienia wynosiła 85 osób/km² (wśród 3020 gmin regionu Midi-Pyrénées Lavernose-Lacasse plasuje się na 235. miejscu pod względem liczby ludności, natomiast pod względem powierzchni na miejscu 640.).